# Pyrgulopsis morrisoni
Pyrgulopsis morrisoni är en snäckart som beskrevs av Robert Hershler 1988. Pyrgulopsis morrisoni ingår i släktet Pyrgulopsis och familjen tusensnäckor. IUCN kategoriserar arten globalt som otillräckligt studerad. Inga underarter finns listade i Catalogue of Life.